# هرمان (پنسیلوانیا)
هرمان (به انگلیسی: Herman) یک منطقهٔ مسکونی در ایالات متحده آمریکا است که در شهرستان سامیت قرار دارد. هرمان ۳۸۸٫۹۳ متر بالاتر از سطح دریا واقع شده‌است.